# لابولبينة بوليفارية
لابولبينة بوليفارية (الاسم العلمي:Laboulbenia bolivarii) هي نوع من الفطريات تتبع جنس اللابولبينة من الفصيلة اللابولبينية.